# Tetín (Hradec Králové)
Tetín é uma comuna checa localizada na região de Hradec Králové, distrito de Jičín‎.